# Dietrich Klagges

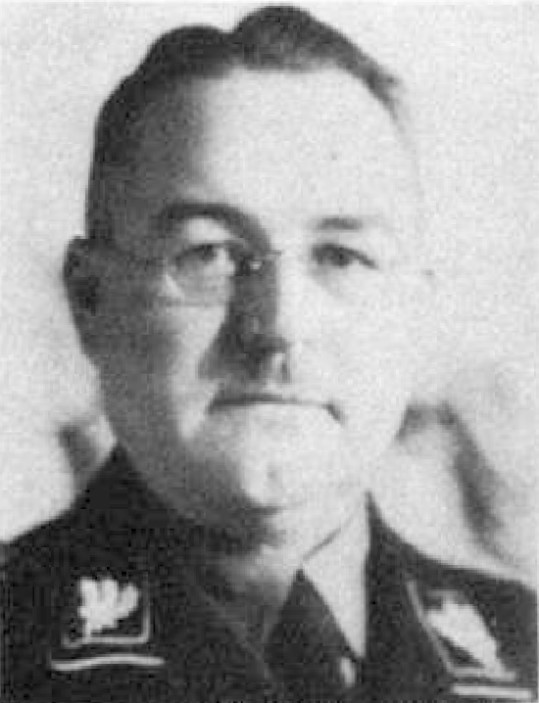
Dietrich Klagges

Dietrich Klagges (Pseudonym Rudolf Berg) (* 1. Februar 1891 in Herringsen; † 12. November 1971 in Bad Harzburg) war ein deutscher Lehrer und Politiker, der zuerst in der DNVP und dann in der  DVFP tätig war. Ab 1924 baute er die neugegründete NSDAP mit auf. In der Zeit des Nationalsozialismus machte er Karriere: Von 1933 bis 1945 amtierte er als von den Nationalsozialisten ernannter Ministerpräsident des Freistaates Braunschweig. Ab 1942 bekleidete er in der SS den Rang eines Obergruppenführers.

## Jugend, beruflicher Werdegang und politischer Werdegang
Klagges war das jüngste von sieben Kindern eines Waldwärters. Nach dem Besuch der Volksschule wurde er am Lehrerseminar in Soest zum Volksschullehrer ausgebildet und arbeitete als solcher ab 1911 in Harpen bei Bochum. Klagges kam in Kontakt zu Theodor Fritsch und schloss sich dem Reichshammerbund an. Während des Ersten Weltkrieges wurde er 1915 bei Neuve-Chapelle schwer verwundet und deshalb aus dem Heeresdienst entlassen. 1918 trat er der DNVP bei, deren Mitglied er bis 1924 blieb. Nach Kriegsende wurde er 1918 Mittelschullehrer in Wilster/Holstein. Nach seinem Austritt aus der DNVP war Klagges für kurze Zeit Mitglied der Ende 1922 gegründeten rechtsextremen Deutschvölkischen Freiheitspartei (DVFP), die er bald wieder verließ, um bereits zum 13. Juni 1925 in die NSDAP einzutreten (Mitgliedsnummer 7.646). Von 1926 bis 1930 arbeitete er als Konrektor einer Mittelschule in Benneckenstein (Harz), wo er von 1928 bis 1930 gleichzeitig Leiter der NSDAP-Ortsgruppe war. Aufgrund seiner Position in der NSDAP wurde er während der Weimarer Republik 1930 ohne Pensionsansprüche aus dem preußischen Schuldienst entlassen. Im selben Jahr trat er erstmals im Freistaat Braunschweig in Erscheinung, wo er sich als Propagandaredner für die NSDAP betätigte. Klagges gehörte 1933 zu den Gründungsmitgliedern der nationalsozialistischen Akademie für Deutsches Recht Hans Franks.

## Autorentätigkeit
Ab 1921 betätigte sich Klagges als Autor völkischer, antidemokratischer und antisemitischer Schriften, die in entsprechenden Zeitungen u. Ä. erschienen. Er schrieb beispielsweise für Die völkische Schule oder Deutschlands Erneuerung und war selbst Herausgeber der Zeitschrift Nordlicht. Seine z. T. theologischen Veröffentlichungen, wie z. B. Das Urevangelium Jesu, sind von radikal religiösem Rassismus geprägt.

## In braunschweigischen Diensten
Aus den Kommunalwahlen im Freistaat Braunschweig vom 1. März 1931 war die NSDAP wider Erwarten nur als drittstärkste Partei (mit 10 Sitzen) hinter SPD und KPD (mit zusammen 28 Sitzen) hervorgegangen.

### Ernennung zum Regierungsrat
Am 1. Januar 1931 wurde Klagges vom Innen- und Kultusminister des Freistaates Braunschweig und ebenfalls NSDAP-Mitglied Anton Franzen zum Regierungsrat im Volksbildungsministerium ernannt. Nach längeren politischen Querelen und Ränkespielen musste Franzen aber schon wenige Monate später wegen Begünstigung eines Parteigenossen zurücktreten, desgleichen der Vorsitzende der NSDAP-Fraktion Franz Groh, was eine innenpolitische Krise im Freistaat auslöste, da nun ein Bruch der Koalition drohte.

### Wahl zum Staatsminister
Aufgrund der immanenten Krise im Freistaat griff Adolf Hitler selbst in das Geschehen ein und stellte der DNVP ein Ultimatum, was schließlich dazu führte, dass Klagges am 15. September 1931 vom Braunschweigischen Landtag zum Staatsminister für Inneres und Volksbildung gewählt und somit Mitglied der braunschweigischen Landesregierung wurde; kurz darauf wurde Klagges 1932 in den Reichstag gewählt. Bereits 1931, zwei Jahre vor der „Machtergreifung“ durch die Nationalsozialisten, verhängte Klagges im Land Braunschweig erste Berufsverbote gegen Sozialdemokraten und Juden, wovon u. a. auch zahlreiche Lehrende der Technischen Hochschule Braunschweig betroffen waren.

### Die Einbürgerung Adolf Hitlers
Hitler hatte die österreichische Staatsbürgerschaft 1925 abgegeben und war seitdem staatenlos. „Politische Freunde“ versuchten mehrfach, ihm die deutsche Staatsangehörigkeit zu verschaffen. Dies gelang aber erst 1932 in Braunschweig, als der Freistaat neben Thüringen das einzige Land der Weimarer Republik war, in dem die NSDAP mitregierte und so die „Einbürgerung“ Hitlers in ihrem Sinne steuern und beeinflussen konnte.
Verantwortlich für diese Einbürgerung nach § 14 des Reichs- und Staatsangehörigkeitsgesetzes war allerdings nicht die Stadt Braunschweig, sondern das Land, der „Freistaat Braunschweig“ – in persona: Staatsminister für Inneres und Volksbildung und NSDAP-Mitglied Dietrich Klagges. Er erhielt als Regierungsvertreter des Freistaates Braunschweig offenbar einen direkten Auftrag der NSDAP-Parteiführung zur Einbürgerung Hitlers. Joseph Goebbels notierte darüber am 4. Februar 1932 in seinem Tagebuch: „Diese Frage muß übrigens in Kürze noch gelöst werden. Der Führer muß ja Staatsbürger sein, um kandidieren zu können. Klagges wird damit beauftragt, diese Frage zu lösen.“

#### Professor Hitler
Zunächst versuchte Klagges, Hitler eine außerordentliche Professur für den konstruierten Lehrstuhl „Organische Gesellschaftslehre und Politik“ an der Technischen Hochschule Braunschweig zu verschaffen. Der Plan, der vereinzelt auf Goebbels zurückgeführt wird, rief den erbitterten Widerstand der SPD-Fraktion im Landtag hervor und scheiterte letztlich am Veto der deutschnationalen Koalitionspartner. Hitlers vielfach verspottete Bemühungen, sich einbürgern zu lassen, wurden erneut Gegenstand der Satire.

#### Regierungsrat Hitler
Auf Vorschlag des DVP-Abgeordneten Heinrich Wessel wurde Hitler schließlich am 25. Februar eine Ernennung zum Regierungsrat beim Landeskultur- und Vermessungsamt angetragen und er mit der „Wahrnehmung der Geschäfte eines Sachbearbeiters bei der Braunschweigischen Gesandtschaft in Berlin“ beauftragt. Die Nachricht traf noch am selben Tag im Berliner Hotel Kaiserhof ein: „Wir sind alle überglücklich“, hielt Goebbels im Tagebuch fest. Am 26. Februar 1932 leistete Hitler den Amtseid in der braunschweigischen Gesandtschaft. Gleichzeitig erhielt er die braunschweigische Staatsangehörigkeit, wodurch er nach § 1 des Reichs- und Staatsangehörigkeitsgesetzes zum Deutschen wurde. Das ermöglichte seine bereits am 22. Februar verkündete Kandidatur bei der Reichspräsidentenwahl.
In der Braunschweigischen Landeszeitung erklärte Klagges kurz darauf:

„Wenn unsere Beteiligung an der Regierung in Braunschweig weiter keinen Erfolg zu verzeichnen gehabt hätte als den, daß wir unserem Führer Adolf Hitler das Staatsbürgerrecht verschafft haben, so hätte diese Tatsache allein genügt, um die Notwendigkeit dieser unserer Regierungsbeteiligung zu beweisen.“

Offensichtlich erschöpfte sich damit aber auch schon die Tätigkeit Hitlers für die Gesandtschaft des Landes Braunschweig in Berlin. Am 16. Februar 1933 ersuchte der nunmehr amtierende Reichskanzler Adolf Hitler in einem kurzen Telegramm um Entlassung aus dem braunschweigischen Staatsdienst. Dies wurde ihm umgehend „mit sofortiger Wirkung“ gewährt.

#### Das Verhältnis zwischen Hitler und Klagges
Die Auswirkungen dieser Episode auf das Verhältnis von Hitler und Klagges sind ungeklärt. Für ein insbesondere von Ernst-August Roloff behauptetes Zerwürfnis sind keine stichhaltigen Primärquellen bekannt. Hitler bewertete sein Wirken als braunschweigischer Regierungsrat im Januar 1945 als sehr erfolgreich: „Ich habe dem Lande großen Nutzen gebracht.“
Eine besondere Nähe zur NS-Führung setzte auch voraus, dass Ministerpräsident Klagges bereits ab Februar 1937 außerhalb seines Freistaats als Exeget des Hitlerschen Vierjahresplans in Erscheinung treten konnte. Wie aus den Akten der Parteikanzlei der NSDAP hervorgeht, trug er bis in die 1940er Jahre hinein Anliegen mehrfach direkt bei Hitler vor. Das deutet auf ein privilegiertes Verhältnis hin. Akten und zuverlässige Quellen über den kurzen Braunschweig-Besuch Hitlers am 17. Juli 1935 fehlen.

### Der Freistaat Braunschweig nach der Machtergreifung
Fast unmittelbar nach dem 30. Januar 1933 kam es in Braunschweig zu ersten Terroraktionen gegen politisch Andersdenkende, denen im Laufe der Jahre weitere folgten.

#### Ernennung zum Ministerpräsidenten des Freistaates Braunschweig
Am 6. Mai 1933 wurde Klagges von Reichsstatthalter Wilhelm Loeper zum Ministerpräsidenten des Freistaates Braunschweig ernannt, nachdem er sich selbst für das Amt vorgeschlagen hatte. Klagges’ klar formuliertes Ziel war die Schaffung eines NS-Musterlandes. Am 10. Mai fand die erste Bücherverbrennung am Schlossplatz in Braunschweig statt.

#### Nationalsozialistisches Musterland

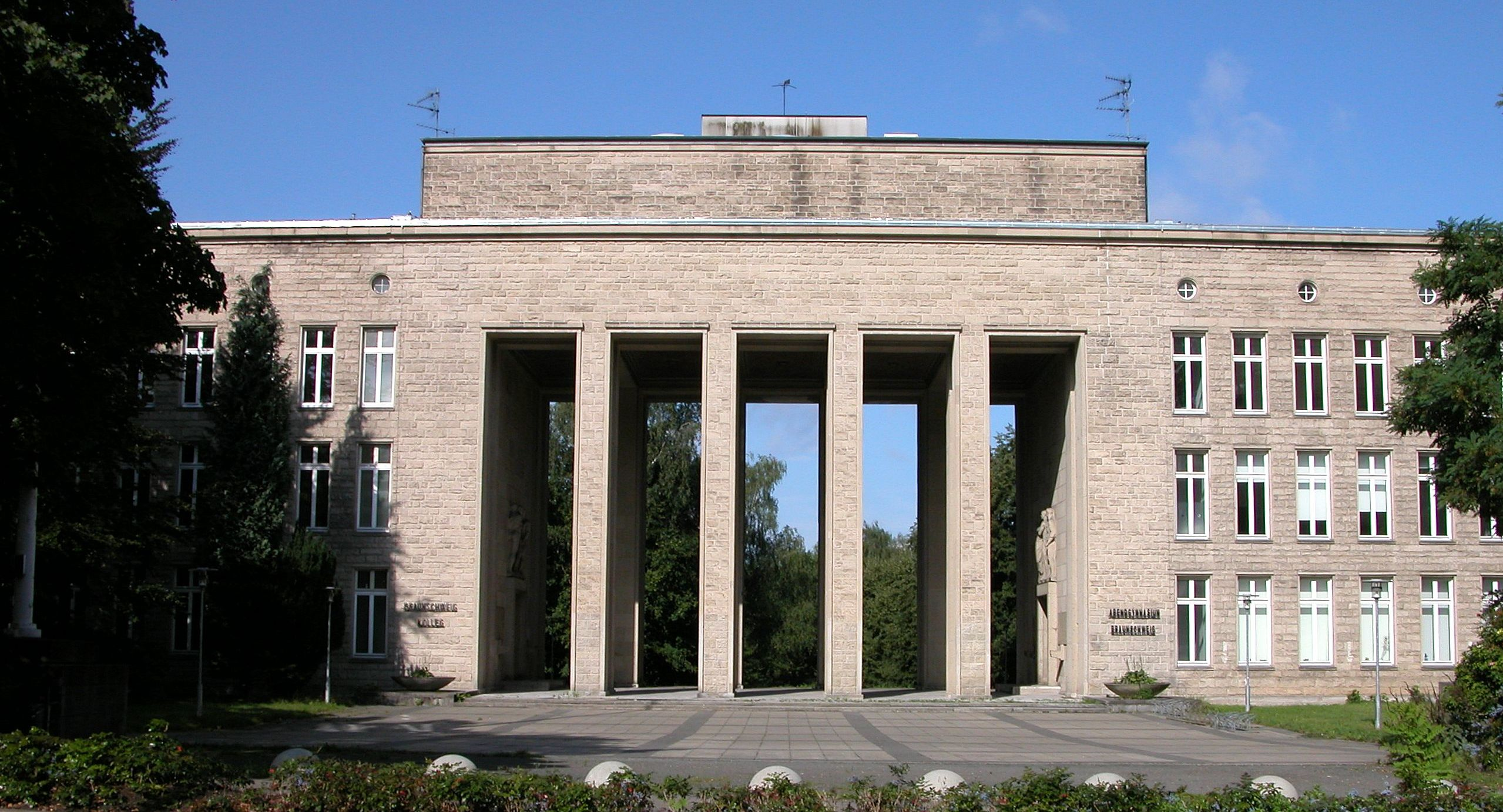
Die ehemalige Akademie für Jugendführung der Hitlerjugend, heute: Braunschweig-Kolleg und Abendgymnasium

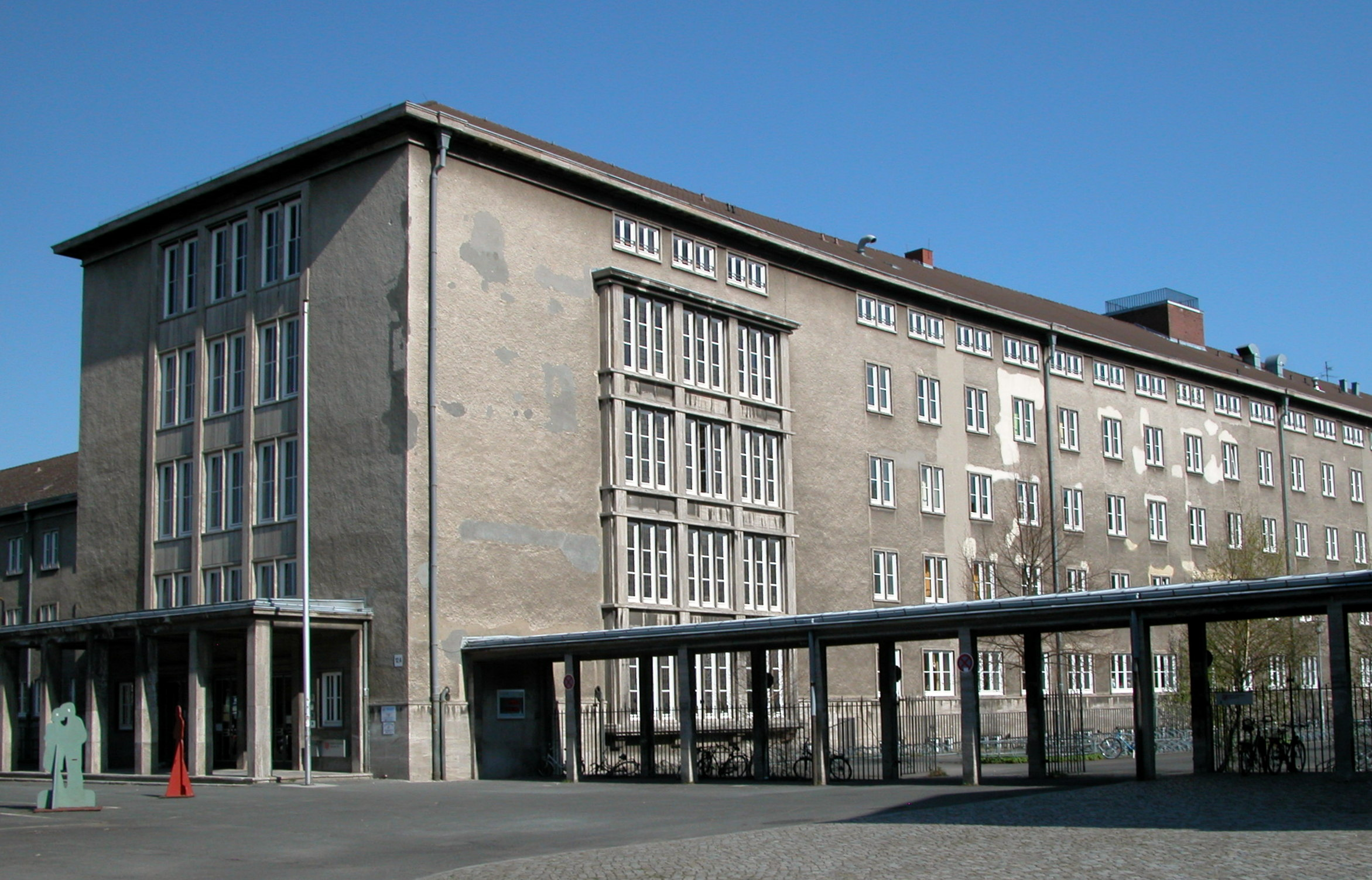
Gebäude des ehemaligen Luftflottenkommandos 2, heute: IGS Franzsches Feld

Klagges’ Planungen für ein NS-Musterland hatten das Ziel, Braunschweig weiterhin so unabhängig wie möglich vom Berliner NS-Dirigismus zu halten, sodass er, Klagges, weiterhin nach Belieben und Gutdünken in seinem „Reich“ schalten und walten konnte. Eine Integration des Landes (und damit dessen faktische Auflösung) in Preußen lehnte er strikt ab. Hitler selbst hatte Klagges zugesichert, dass Braunschweig als kulturelles Zentrum erhalten bleibe und nicht etwa in einem „Reichsgau Hannover“ aufgehen würde. Auch sollte das Land Braunschweig nach dem Krieg weiter fortbestehen. Zum eigenen Machterhalt und -ausbau versuchte Klagges deshalb, einen neuen Gau ins Leben zu rufen – auch um von Hannover unabhängig zu bleiben. Dieser „Gau Ostfalen“ sollte Braunschweig als Gau-Hauptstadt und ihn selbst als Gauleiter haben. Unterstützung fand Klagges für seine Pläne im braunschweigischen Bildungsbürgertum, im bürgerlichen Mittelstand, bei der IHK und bei der evangelischen Kirche.
Zu diesem Zwecke unternahm Klagges etliches, um Braunschweigs politische und wirtschaftliche Position in Deutschland zu stärken: Ab Juni 1933 wurde an der Dietrich-Klagges-Stadt gebaut. Er holte wichtige nationalsozialistische Institutionen in die Stadt, wie z. B. die Akademie für Jugendführung, die Deutsche Versuchsanstalt für Luftfahrt, die Führerschule des deutschen Handwerks, die Gebietsführerschule der Hitlerjugend „Peter Frieß“, das Luftflottenkommando 2, den Reichsjägerhof „Hermann Göring“, die SS-Junkerschule, den SS-Oberabschnitt „Mitte“ sowie die Bernhard-Rust-Hochschule für Lehrerbildung. Braunschweigs Infrastruktur profitierte durch die Anbindung an die neu entstehende Reichsautobahn und den Mittellandkanal. Braunschweig wurde ein Zentrum für die Aufrüstung der Wehrmacht, da sich in unmittelbarer Nähe wichtige Industriezentren entwickelten, nämlich die Reichswerke Hermann Göring (in deren Aufsichtsrat er seit 1937 war) und das Volkswagenwerk bei Fallersleben.

#### Verfolgung politisch Andersdenkender

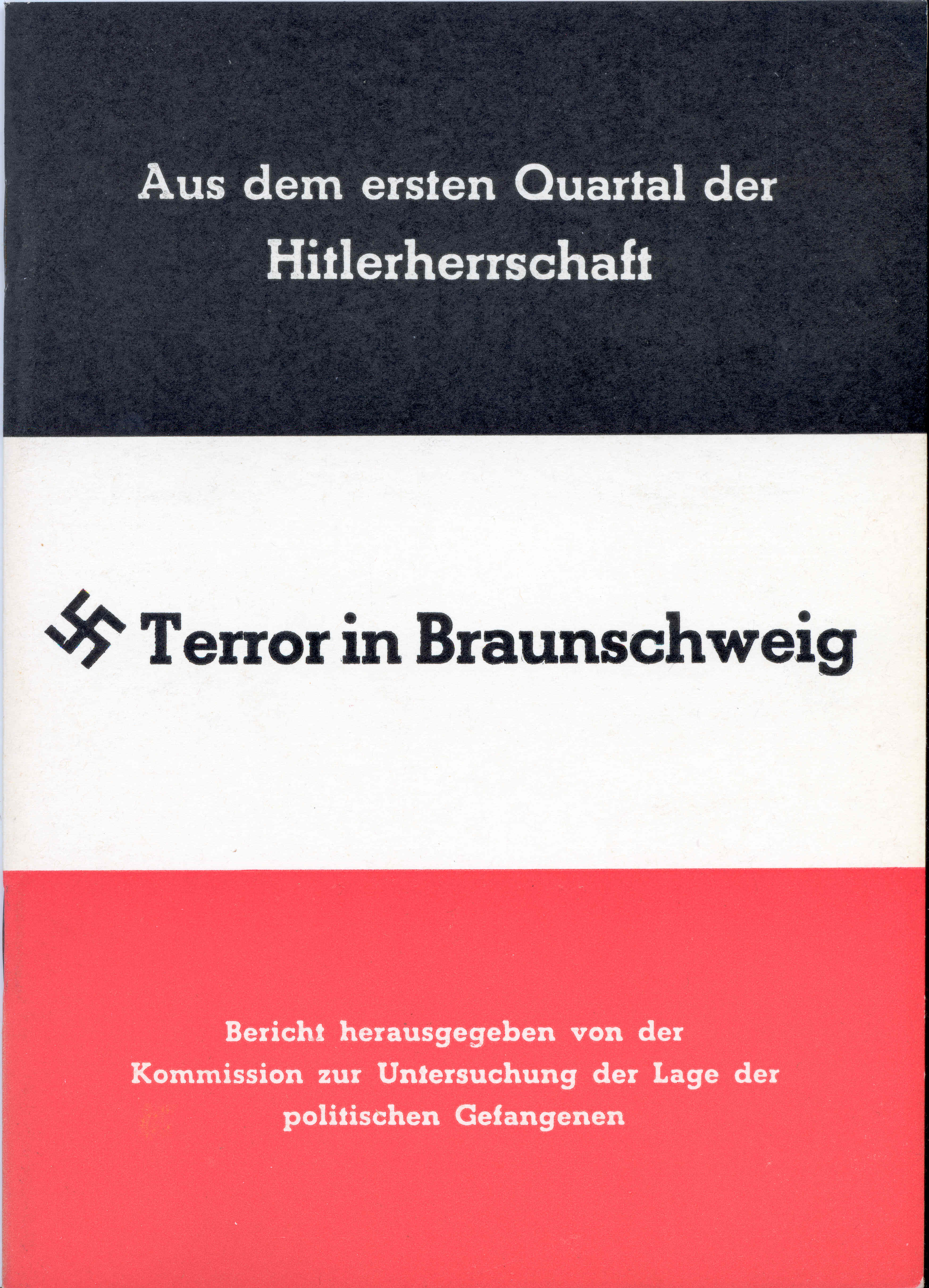
„Terror in Braunschweig“: Eine der frühesten Dokumentationen von NS-Repressalien im Freistaat Braunschweig

Hans Reinowski – er floh 1933 aus Deutschland und war bis dahin in der Braunschweiger SPD als Bezirkssekretär tätig – veröffentlichte 1933 in Zürich die 30-seitige Broschüre „Terror in Braunschweig“, die gleichzeitig auf Deutsch, Englisch und Französisch erschien. Reinowskis Bericht zählt zu den frühesten Dokumentationen nationalsozialistischer Gräueltaten in Braunschweig. So schildert er erste Repressalien des NS-Regimes gegenüber politisch Andersdenkenden in Stadt und Land Braunschweig, u. a. die Besetzung des Volksfreund-Hauses am 9. März 1933, den „Stahlhelm-Putsch“ vom 27. März, die Ermordung des SPD-Politikers Matthias Theisen am 10. April sowie die Rieseberg-Morde am 4. Juli 1933 (kurz vor Drucklegung der Broschüre).
Klagges war an all diesen Verbrechen organisatorisch zumindest beteiligt, wenn nicht für deren Durchführung verantwortlich.
Nachfolgend einige Beispiele, wie und mit welchen Mitteln Dietrich Klagges ihm politisch missliebige Personen(gruppen) z. T. bis in den Tod hinein verfolgte oder verfolgen ließ (s. dazu auch unten den Abschnitt „Die Klagges-Prozesse“).

##### Die Rieseberg-Morde

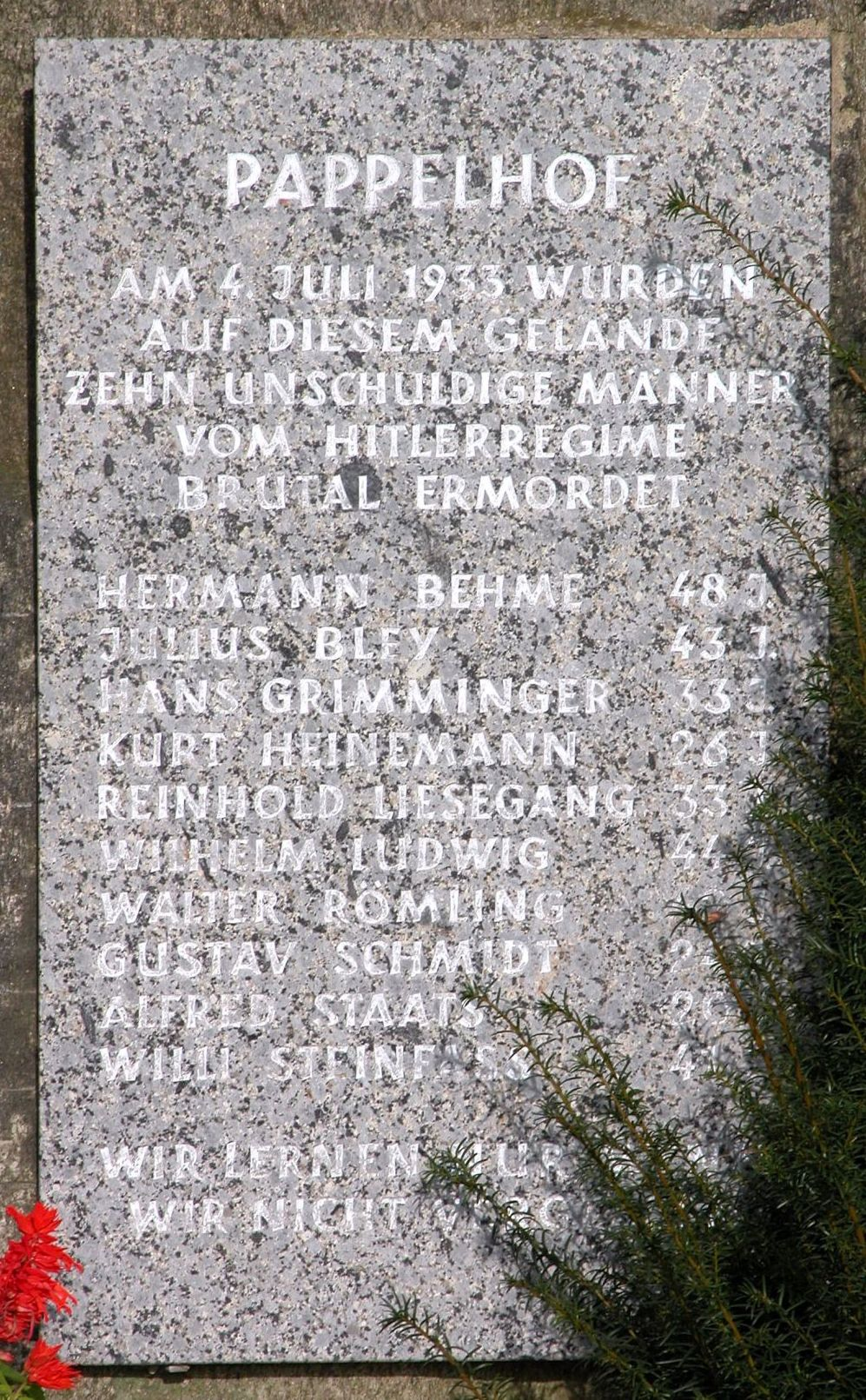
Gedenkstein für die Rieseberg-Opfer

Bereits kurz nach der Machtergreifung kam es zu ersten Terroraktionen in Stadt und Freistaat Braunschweig, bei denen v. a. die sogenannte „SA-Hilfspolizei“ auffiel, die von Klagges selbst nur zu diesem Zweck aufgestellt worden war und nur wenige Monate existierte. Sie war ihm direkt unterstellt. Die Aktionen, bei denen Klagges tatkräftig von anderen hohen NS-Politikern, wie z. B. Friedrich Alpers (Finanz- und Justizminister des Freistaates) und Friedrich Jeckeln (Gestapo- und Polizeiführer in Braunschweig), unterstützt wurde, richteten sich hauptsächlich gegen Angehörige verschiedener Arbeiterorganisationen, die SPD, die KPD, aber auch gegen Juden. Die Maßnahmen wurden mit außerordentlicher Brutalität durchgeführt. Klagges ist dabei für den Tod von mindestens 25 Gegnern des NS-Regimes verantwortlich. Er half in diesem Zusammenhang auch mit, eine richterliche Untersuchung über die Todesumstände von elf Personen, die am 4. Juli 1933 in der Nähe des kleinen Ortes Rieseberg bei Königslutter am Elm, ca. 30 km östlich von Braunschweig, von Angehörigen der SS ermordet worden waren, zu vereiteln bzw. zu unterdrücken.

##### Ernst Böhme

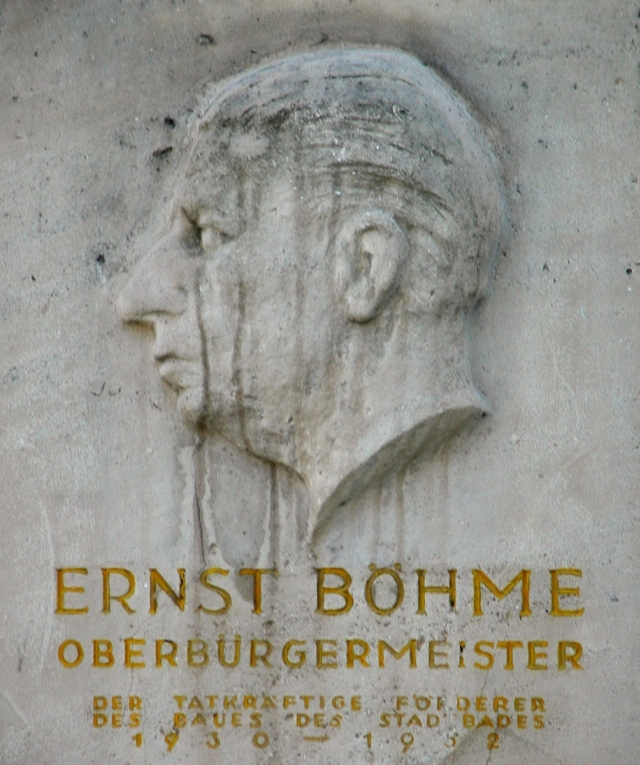
Ernst Böhme

Rechtsanwalt und SPD-Mitglied Ernst Böhme war von 1929 bis 1933 demokratisch gewählter Oberbürgermeister der Stadt Braunschweig.
Nach der Machtergreifung sah er sich jedoch zunehmenden Repressionen und wachsender Verfolgung durch Klagges ausgesetzt. Dieser verfügte am 13. März 1933 Böhmes Amtsenthebung und ließ ihn in das zweckentfremdete Gebäude der Allgemeinen Ortskrankenkasse (AOK) bringen, das von den Nationalsozialisten als „Schutzhaft“-Gefängnis bezeichnet wurde. Dank des Einsatzes des ebenfalls von Klagges verfolgten ehemaligen braunschweigischen Ministerpräsidenten Heinrich Jasper kam Böhme schon bald wieder frei.
Kurz darauf wurde Böhme allerdings wieder verhaftet, in das mittlerweile ebenfalls zweckentfremdete ehemalige „Volksfreund“-Haus der SPD gebracht und misshandelt. Man erzwang von ihm eine Mandatsverzichtserklärung. Nach seiner Freilassung verließ Böhme Braunschweig; er kam 1945 zurück.
Am 1. Juni 1945 wurde Ernst Böhme von der US-Militärregierung zum Oberbürgermeister von Braunschweig bestimmt. Dieses Amt hatte er bis zum 17. Dezember 1948 inne.

##### Heinrich Jasper

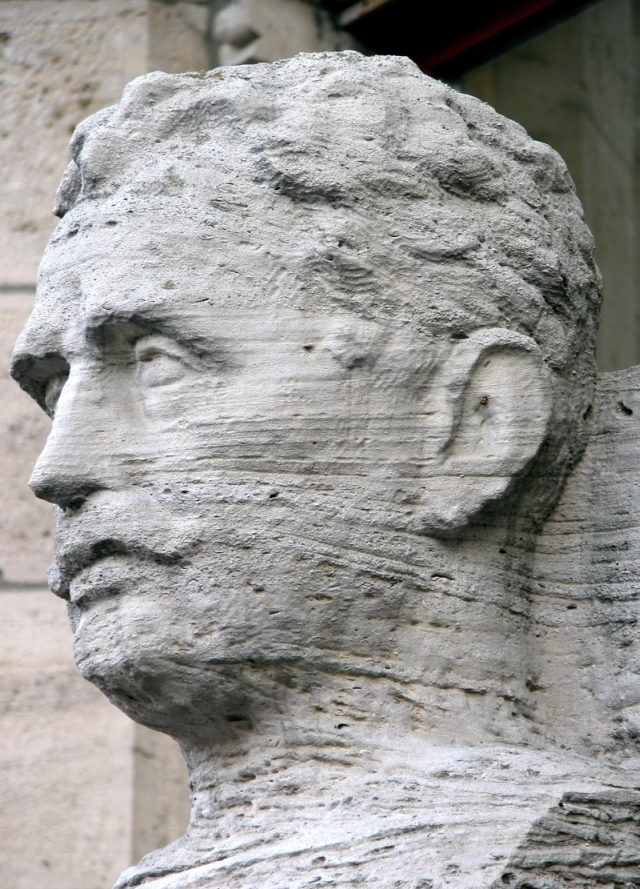
Steinbüste von Heinrich Jasper

Rechtsanwalt und SPD-Mitglied Heinrich Jasper war u. a. seit 1903 Stadtverordneter, Fraktionsvorsitzender der SPD im Braunschweigischen Landtag, Mitglied der Weimarer Nationalversammlung sowie zwischen 1919 und 1930 braunschweigischer Landesminister sowie mehrfach Ministerpräsident des Freistaates Braunschweig.
Jasper wurde auf Veranlassung Klagges’ unter einem Vorwand am 17. März 1933 in „Schutzhaft“ genommen und in das AOK-Gebäude gebracht, wo er schwer misshandelt wurde, um ihn so zum Verzicht auf sein Mandat zu zwingen, was Jasper aber verweigerte. Anschließend brachte man ihn in das „Volksfreund“-Haus, wo er bis zu seiner vorläufigen Freilassung am 19. April weiteren Misshandlungen ausgesetzt war.
Am 26. Juni 1933 wurde er erneut verhaftet und in das KZ Dachau gebracht, aus dem er erst 1939 unter bisher ungeklärten Umständen wieder entlassen wurde. Jasper kehrte daraufhin nach Braunschweig zurück, stand nun jedoch unter ständiger Überwachung und musste sich täglich bei der Gestapo melden.
Das fehlgeschlagene Attentat auf Hitler am 20. Juli 1944 lieferte erneut Vorwand, um Jasper am 22. August 1944 zu verhaften. Nach mehreren KZs kam er schließlich im Februar 1945 in das KZ Bergen-Belsen, wo er am 19. Februar 1945 an Fleckfieber gestorben sein soll.

##### August Merges

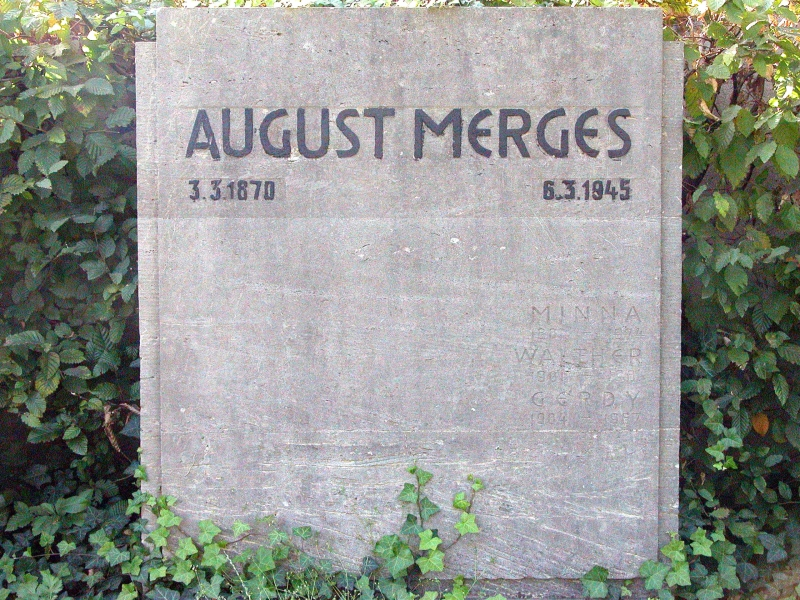
Merges’ Grab auf dem Braunschweiger Hauptfriedhof

August Merges gehörte verschiedenen linksgerichteten Parteien an, war einer der Hauptakteure der Novemberrevolution in Braunschweig und Präsident der Sozialistischen Republik Braunschweig. Nach 1933 zog er sich aus der aktiven Parteiarbeit zurück und engagierte sich im Widerstand gegen das NS-Regime.
Im April 1935 wurde er zusammen mit anderen Widerstandskämpfern verhaftet und schwer misshandelt. Er wurde wegen Hochverrats verurteilt, inhaftiert und  1937 wegen Haftunfähigkeit vorzeitig entlassen. Auf Betreiben Klagges’ wurde er sofort wieder verhaftet und in „Schutzhaft“ genommen.
Nachdem Merges wieder freigelassen worden war, wurde er dennoch wiederholt von der Gestapo abgeholt und für kürzere Zeit inhaftiert. Er starb an den Folgen der von der Gestapo verübten Misshandlungen.

##### Der „Stahlhelm-Putsch“

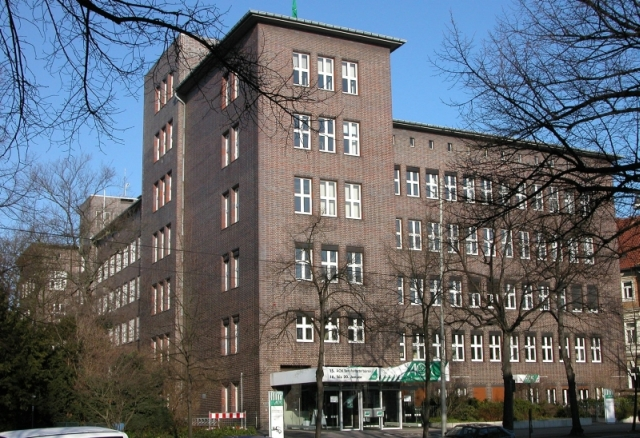
Der Schauplatz des „Stahlhelm-Putsches“: das AOK-Gebäude

Der sogenannte „Stahlhelm-Putsch“ fand am 27. März 1933 statt. Ehemalige Mitglieder des von den Nationalsozialisten verbotenen linksgerichteten Reichsbanners Schwarz-Rot-Gold sollten im national-konservativen Stahlhelm, Bund der Frontsoldaten, aufgenommen werden, worüber sich Führungsmitglieder beider Verbände geeinigt hatten. Klagges, damals noch Innenminister, erfuhr von dem Vorhaben und organisierte zusammen mit SA, SS (Friedrich Alpers) und Herbert Selle, dem Kommandeur der Schutzpolizei, einen Überfall auf die versammelten Personen. Bei dieser Aktion, die Klagges bzw. die NSDAP als Putschversuch des Stahlhelms gegen die amtierende Reichsregierung unter Adolf Hitler propagandistisch instrumentalisierte, wurden ca. 1.400 Personen verhaftet, z. T. bis zu 30 Stunden lang schwer misshandelt und der Stahlhelm im Freistaat Braunschweig dauerhaft entwaffnet.

#### Judendeportationen und SS
Ab dem 21. Januar 1941 ließ Klagges die Juden Braunschweigs in die Konzentrationslager deportieren. 1944 befanden sich 91.000 Zwangsarbeiter im Bereich Watenstedt-Salzgitter, Braunschweig und Helmstedt. Das war die größte Dichte an Arbeitslagern im Deutschen Reich überhaupt. Als die Truppen der US-Alliierten kurz vor der deutschen Kapitulation am 12. April 1945 Braunschweig besetzten, befreiten sie noch 61.000 Gefangene aus den Lagern.
In seiner Funktion als SS-Obergruppenführer (SS-Nummer 154.006) (ab 1942) nahm er an der Gruppenführer-Tagung am 4. Oktober 1943 in Posen teil, bei der Heinrich Himmler die erste Posener Rede hielt. Zusätzlich war Klagges „Ehrenführer“ der 49. SS-Standarte.

#### Geplanter Einsatz als Reichskommissar
Am 7. April 1941 schlug Alfred Rosenberg vor, zusätzlich zum Reichskommissariat Ukraine ein Reichskommissariat „Don-Wolga“ einzurichten und dort in Rostow Dietrich Klagges als Reichskommissar einzusetzen. Im Mai/Juni änderte Rosenberg diesen Vorschlag dahingehend, dass er nun das dortige Gebiet dem Reichskommissariat Ukraine zuordnete. Somit wurde auch der geplante Einsatz von Klagges in den neu besetzten Ostgebieten hinfällig.

## Familie
Klagges heiratete 1919 und hatte fünf Kinder. Während seiner Zeit als Ministerpräsident des Freistaates Braunschweig bewohnte er zusammen mit seiner Familie eine Dienstvilla auf dem Löwenwall.

## Kriegsende und Nachkriegszeit
Einen Tag nach der Übergabe der Stadt Braunschweig an Vertreter der 30. US-Infanteriedivision der 9. US-Armee wurde Klagges am 13. April 1945 vom amerikanischen Counter Intelligence Corps (CIC) verhaftet. 1946 verurteilte ihn ein Militärgericht in Bielefeld zu sechs Jahren Zuchthaus wegen seiner Verbrechen in der Funktion eines SS-Gruppenführers.

### Die Klagges-Prozesse

Peter Ausmeier: Klagges – Verbrecher im Hintergrund. Ein Prozessbericht. Broschüre über den ersten Prozess 1950

Der 1950 nach Braunschweig gekommene neue Generalstaatsanwalt Fritz Bauer, der in den 1960er Jahren im Auschwitz-Prozess ebenfalls als Vertreter der Anklage tätig war, trug in großem Maße dazu bei, dass Klagges in einem normalen Strafverfahren am 4. April 1950 zu lebenslänglichem Zuchthaus wegen der von ihm als Braunschweiger Staatsminister und Ministerpräsident begangenen Verbrechen verurteilt werden konnte – u. a. wegen der Rieseberg-Morde.
Der Bundesgerichtshof hob dieses Urteil jedoch schon 1952 wieder auf. In einem zweiten Prozess, in dem Klagges nachgewiesen werden konnte, dass er an Morden, Folterungen, Freiheitsberaubung etc. beteiligt bzw. diese Taten (mit) geplant hatte, wurde Klagges’ Haftstrafe auf 15 Jahre reduziert.
Zu seiner Verteidigung brachte Klagges vor, dass er von alldem nichts gewusst habe, da er nur vom Schreibtisch aus agiert habe; er sei von seinen Untergebenen über die tatsächlichen Ausmaße des nationalsozialistischen Terrors getäuscht worden.
1955 stellte seine Ehefrau einen Antrag auf vorzeitige Entlassung aus der Haft ohne weitere Bewährungsauflagen. Dieser erste Antrag wurde jedoch abschlägig beschieden, so wie auch der im Folgejahr. 1957 jedoch wurde Klagges nach Verbüßung von rund  80 Prozent seiner Haftstrafe entlassen und zog mit seiner Frau nach Bad Harzburg, wo er sich bis zu seinem Tode 1971 hauptsächlich als Verfasser rechtsradikaler Schriften betätigte und Kontakte zu Neonazi-Gruppen in Niedersachsen unterhielt.

### Erfolgreiche Klage auf Nachzahlung der Beamtenpension
1970 klagte Klagges als ehemaliger preußischer bzw. braunschweigischer Staatsbeamter auf Nachzahlung seiner Pension, die ihm schließlich vom Bundesverwaltungsgericht in Höhe von 100.000 DM zugesprochen wurde.

## Schriften (Auswahl)
- Was ist uns heute Marx? J. F. Lehmann’s Verlag, 1921. In der Reihe „Deutschlands Erneuerung“.
- Das Urevangelium Jesu, der deutsche Glaube. Meister Ekkehart-Verlag, Wilster 1926, 3. Aufl. 1933.
- Kampf dem Marxismus. F. Eher Nachf., München 1930 (Schriftenreihe der Reichspropaganda-Abteilung der N.S.D.A.P., H. 2).
- Die Weltwirtschaftskrise. F. Eher Nachf., München 1930 (Schriftenreihe der Reichspropaganda-Abteilung der N.S.D.A.P., H. 3).
- Reichtum und soziale Gerechtigkeit: Grundfragen einer nationalsozialistischen Volkswirtschaftslehre. Armanen-Verlag, Leipzig  1932.
- Das Urevangelium Jesu, der Deutsche Glaube. Armanen-Verlag, 1933
- Geschichtsunterricht als nationalpolitische Erziehung. Diesterweg, Frankfurt am Main 1936, 7. Aufl. 1942.
- Rudolf Berg (Pseudonym von Dietrich Klagges[1]): Angeklagter oder Kläger. Das Schlusswort im Klagges-Prozeß. Göttinger Verlagsanstalt, Göttingen 1954.
- An alle Völker der Erde. Alma-Druck, Stockheim (Kreuzau) 1972.
- Eine Tugend gegen alle Todsünden – Das organische Weltbild. Alma-Druck und Verlag, Bassum-Dimhausen 1974.